# Skottrester

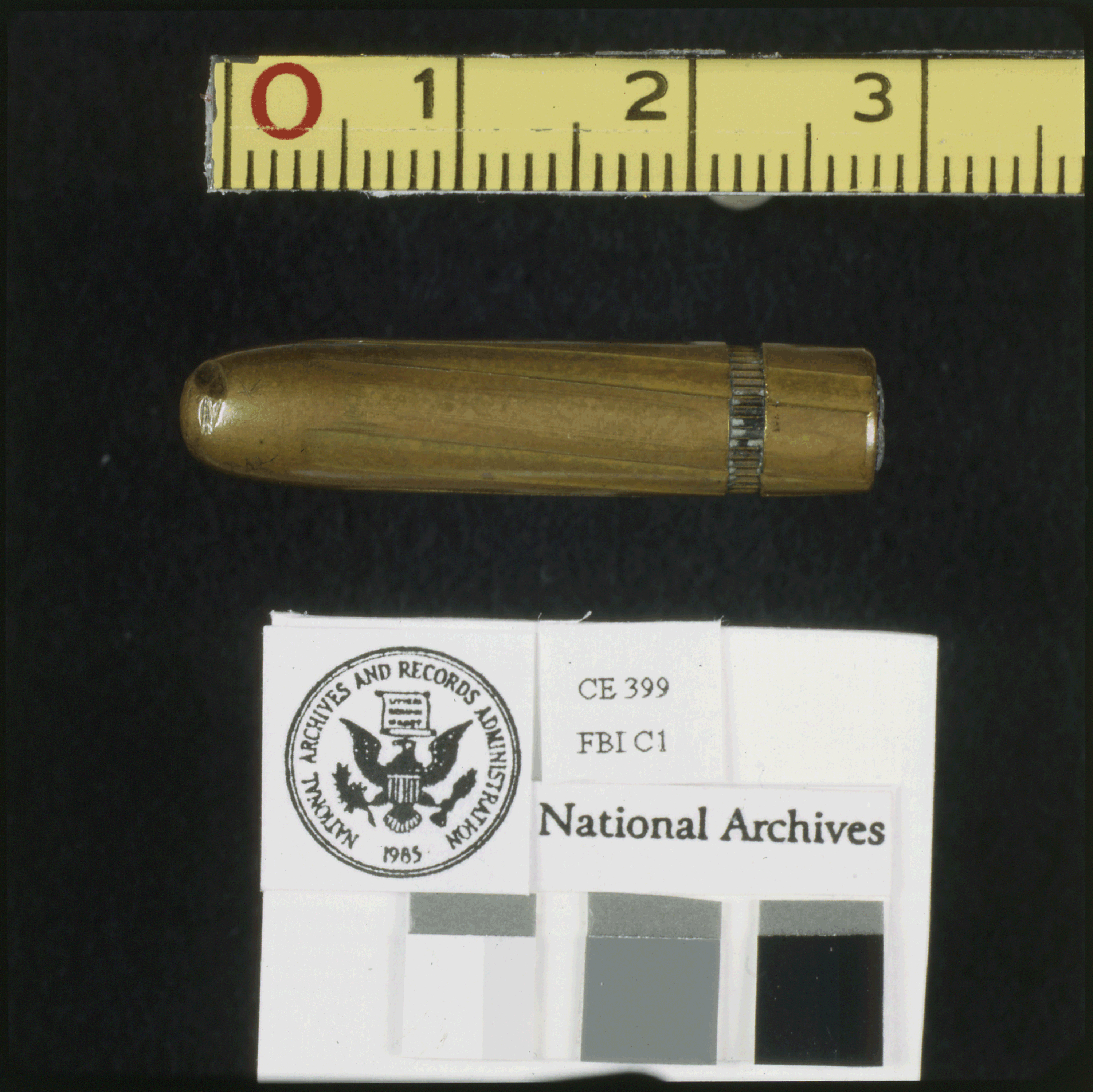
Den kula som hittades efter mordet på president John F. Kennedy. Det är från tiden före vetenskapen om skottrester hade utvecklats.

Skottrester bildas när ett vapen avfyras och metallfragment och delvis förbrända krutkorn sprids ut i en trattliknande formation, i riktning mot målet. Skottresterna går att studera med hjälp av olika metoder. Både utbredningen och koncentrationen av skottrester säger något om var skytten stått i förhållande till sitt mål. Eftersom en minimal del av skottresterna blir kvar på skytten kan dessa också binda skytten till platsen och vapnet, om ett brott har begåtts. Skottresterna varierar mellan olika vapen, så för att bilda sig en uppfattning om händelsen är det vanligt att provskjuta med det vapen som teknikerna vill undersöka skottresterna från. Skottrester är ett samlingsbegrepp på dels metall- och krutrester som används vid skjutavståndsbedömning och dels tändsatspartiklar som härrör från tändsatsen.

## Analysmetoder

### Griesstestet
En metod för att fastställa krutrester är Griess-testet. Det har fått sitt namn av den tyske kemisten Peter Griess och bygger på en reaktion hos krutets nitriter, som rödfärgar vissa azofärgämnen.

### SEM
Svepelektronmikroskopet, eller SEM, är en typ av elektronmikroskop som skapar bilder av föremål genom att skanna det med en elektronstråle. SEM används inom många olika områden forskning, men är numera mest känd för den roll det kan spela inom kriminaltekniken.

#### Historik
1971 tog John Boehm mikroskopfoton med ett svepelektronmikroskop av skottrester som upptäckts vid undersökningen av ett kulhål. Med röntgenspektroskopi kunde ämnen som bly, antimony och barium identifieras.
1979 föreslog rättsmedicinarna Wolten, Nesbitt, Calloway och Loper i en serie artiklar att skottresterna skulle klassificeras kemiskt utifrån fyra karaktäristiska innehåll:
- Bly, antimon och barium
- Barium, kalcium och kisel
- Antimon
- Barium.

1984 föreslog J. S. Wallace och J. McQuillan ett nytt sätt att klassificera skottrester. Den bygger på innehållet av bly, antimony och barium, eller enbart antimony och barium.

## Läs mera
- “Forensic Science Today”Henry C. Lee, George M. Taft, Kimberly A. Taylor, Lawyers & Judges Pub Co (2006) ISBN 978-1930056510
- “Identification of gunshot residue: a critical review”, F. S. Romolo, P. Margot, i tidskriften Forensic Science International nummer 119.(2001), sid. 195–211
- Guide for Primer Gunshot Residue Analysis by Scanning Electron Microscopy/Energi Dispersiv X-ray Spectrometry 11-29-11 SWGGSR